# Твердзелево
Твердзелево (пол. Twierdzielewo) — село в Польщі, у гміні Пшиточна Мендзижецького повіту Любуського воєводства.
Населення — 59 осіб (2011).
У 1975-1998 роках село належало до Гожовського воєводства.

## Демографія
Демографічна структура станом на 31 березня 2011 року:
|          | Загалом | Допрацездатний вік | Працездатний вік | Постпрацездатний вік |
| -------- | ------- | ------------------ | ---------------- | -------------------- |
| Чоловіки | 31      | 7                  | 22               | 2                    |
| Жінки    | 28      | 3                  | 19               | 6                    |
| Разом    | 59      | 10                 | 41               | 8                    |